# Дорчестер (Тексас)
Дорчестер (енгл. Dorchester) град је у америчкој савезној држави Тексас. По попису становништва из 2010. у њему је живело 148 становника.

## Демографија
Према попису становништва из 2010. у граду је живело 148 становника, што је 39 (35,8%) становника више него 2000. године.
| Група             | 2000.      | 2010.       |
| Белци             | 97 (89,0%) | 118 (79,7%) |
| Афроамериканци    | 0 (0,0%)   | 3 (2,0%)    |
| Азијати           | 0 (0,0%)   | 0 (0,0%)    |
| Хиспаноамериканци | 12 (11,0%) | 25 (16,9%)  |
| Укупно            | 109        | 148         |